# Johann Georg Frimberger
Johann Georg Frimberger (* 16. Dezember 1851 in Groß-Inzersdorf; † 23. November 1919 in Wien) war ein österreichischer Dialektdichter und Schriftsteller des Weinviertels.

## Leben
Johann Georg Frimberger war der Sohn eines Bindermeisters. Er selbst war von Beruf Konstruktionszeichner und Archivar bei der Eisenbahn. Seine Tochter Marianne Frimberger (1877–1965) war eine bekannte Kinderbuch-Illustratorin.
1956 wurde die Frimbergergasse in Wien-Hietzing nach ihm benannt.

## Bedeutung
Frimbergers Bedeutung liegt vor allem in seinen Mundartgedichten, die ihn als einen Kenner des Dialektes des Weinlandes nördlich von Wien, dem Viertel unter dem Manhartsberg, ausweisen. Er schrieb in der ui-Mundart des Weinviertels. Außerdem verfasste er auch hochdeutsche Erzählungen und einen Roman, die in jener Region spielen.

## Werke
- Rheuma (1880), Lustspiel
- Die Königin der Nacht (1881), Lustspiel
- Dorfgeschichten (1881), Erzählungen
- Der Sprung des Tiberius (1882), Lustspiel
- Geschichten aus Dorf und Stadt (1882), Erzählungen
- Gedichte und Rätsel (1884)
- Von Dahoam. Geschichten und Gedichte (1888), Mundartdichtung
- Vor Jahren und heute (1890), Erzählungen
- Pfeffert und g’salzen (1892), Mundartdichtung
- Wia d’Leut san und wia s’ sein sölln (1895), Mundartgedichte
- Weinlandler Geschichten (1901), Erzählungen
- Landsleut (1902), Erzählungen
- Der Binder von Reinthal (1903), Roman
- Is ’s gfälli? (1903), Mundartgedichte
- Erzählungen aus dem niederösterreichischen Weinland (1913)
- Landluft (1918), Dorfgeschichten aus dem niederösterreichischen Weinland
- Der Vieräugl (1924), Erzählungen